# リチャード・バネハム
リチャード・バネハム（Richard Baneham, 1970年7月 - ）は、アイルランドのアニメーター、視覚効果スーパーバイザーである。『ロード・オブ・ザ・リング』三部作、『ナルニア国物語/第1章: ライオンと魔女』、『アバター』などへの参加で知られる。英国アカデミー賞特殊視覚効果賞とアカデミー視覚効果賞を1度ずつ受賞している。

## キャリア
1990年代にロサンゼルスに移り、当時恋人で後に妻となるアシュリングと共に活動する。
ロサンゼルス移住後、バネハムは『アイアン・ジャイアント』でアニメーター、『キャッツ & ドッグス』でアニメーションスーパーバイザーを務めた。『ナルニア国物語/第1章: ライオンと魔女』ではリズム&ヒューズ・スタジオと共同し、また『ロード・オブ・ザ・リング/二つの塔』と『ロード・オブ・ザ・リング/王の帰還』ではアニメーションスーパーバイザーを務め、主にゴラムのアニメーションを監修した。
2009年にはアニメーションスーパーバイザーを務めた『アバター』が公開され、ジョー・レッテリ、スティーヴン・ローゼンバウム、アンドリュー・R・ジョーンズと共に第82回アカデミー賞視覚効果賞や第63回英国アカデミー賞特殊視覚効果賞を獲得した。
2017年からは『アバター』の続編4作の撮影が始まっており、バネハムも引き続いて契約を交わしている。

## 主なフィルモグラフィ
- アイアン・ジャイアント The Iron Giant (1999)
- キャッツ & ドッグス Cats & Dogs (2001)
- ロード・オブ・ザ・リング/二つの塔 The Lord of the Rings: The Two Towers (2002)
- ロード・オブ・ザ・リング/王の帰還 The Lord of the Rings: The Return of the King (2003)
- ナルニア国物語/第1章: ライオンと魔女 The Chronicles of Narnia: The Lion, the Witch and the Wardrobe (2005)
- アバター Avatar (2009)